# Angioplastika
Perkutánní transluminální angioplastika (PTA) (perkutánní = vpichem přes kůži), zkráceně angioplastika, je chirurgický zákrok intervenční radiologie, při kterém je do postiženého
místa zúžené cévy zaveden katétr, jenž má za cíl zvětšit průřez cévy, případně odstranit nebo porušit blokující aterosklerotické pláty. V závislosti na funkci katétru rozlišujeme balónkovou angioplastiku  (cévy jsou roztahovány tlakem přes 100 metrů vodního sloupce, tj cca MPa) nebo laserovou angioplastiku. Obvykle je v místě zákroku implantován stent zamezující opětovnému zúžení cévy. Naprostá většina zákroků se provádí na srdečních tepnách při řešení hrozícího, nebo probíhajícího infarktu myokardu.

## Perkutánní koronární intervence
Perkutánní koronární intervence (PCI), dříve označovaná jako angioplastika koronárních cév (PCTA) obvykle přímo navazuje na koronarografické vyšetření. Katétr je zaveden vpichem do tepny v třísle nebo na zápěstí. Na rozdíl od jiných katetrizací srdce,  perkutánní koronární intervence cíleně vstupuje do jednotlivých věnčitých tepen.
Česká republika je na nejvyšší úrovni dostupnosti této metody, většina diagnostikovaných pacientů je katetrizována, méně efektivní trombolýza se při léčbě infarktu Česku téměř neužívá.online zdroj. Přesto je naše země pořád ve vysokém riziku úmrtí - to souvisí s více faktory ale hlavně s životním stylem - přejídíním a nikotinem.online zdroj s velmi zajímavou mapkou
Průběh zákroku:

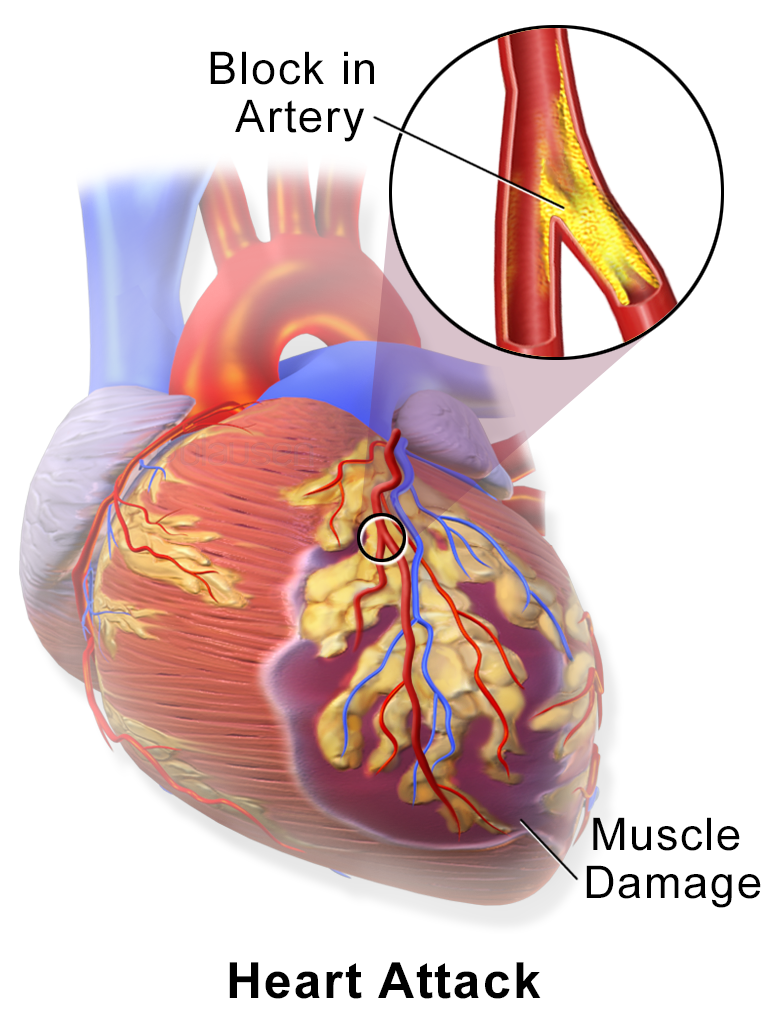
Pozvolné ucpávání tepny dospělo až k infarktu, pacientovi hrozí smrt
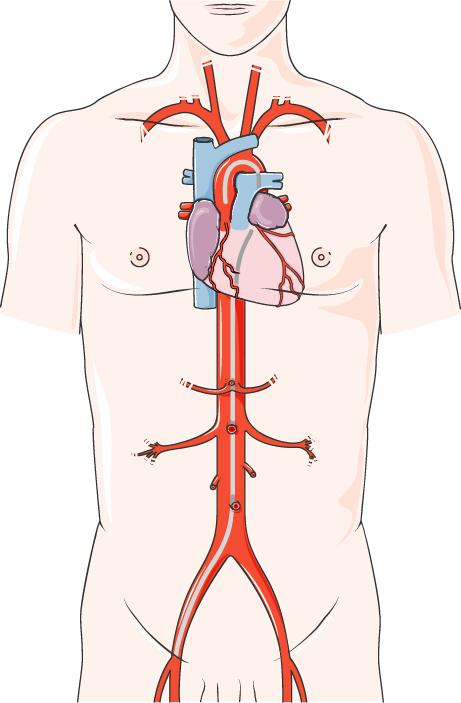
Po převozu na katetrizační sál („katlab“) vstupuje kardiolog tepnou do krevního oběhu
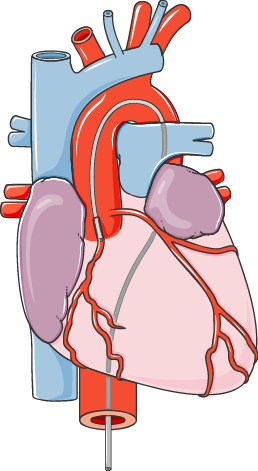
Postupně jsou sondovány a nastřikovány srdeční tepny
Po nalezení zúženého místa je zaveden balonek, který pod  přibližně megapascalovým tlakem rozšíří průsvit tepny
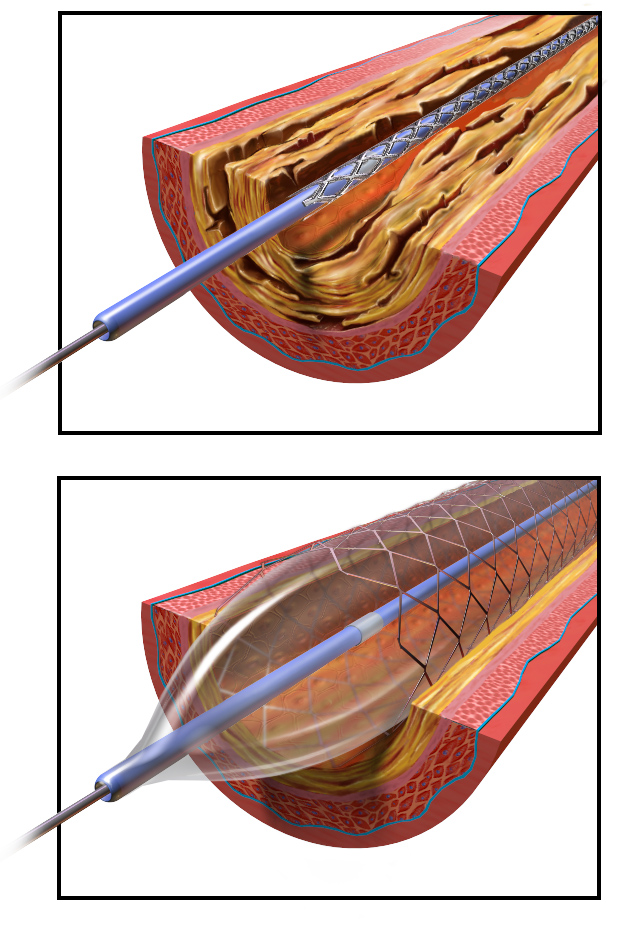
První balonkové katetry vytvořil ve své kuchyni z PVC elektroizolačních trubiček chirurg Andreas Grüntzig v 70. letech 20. století
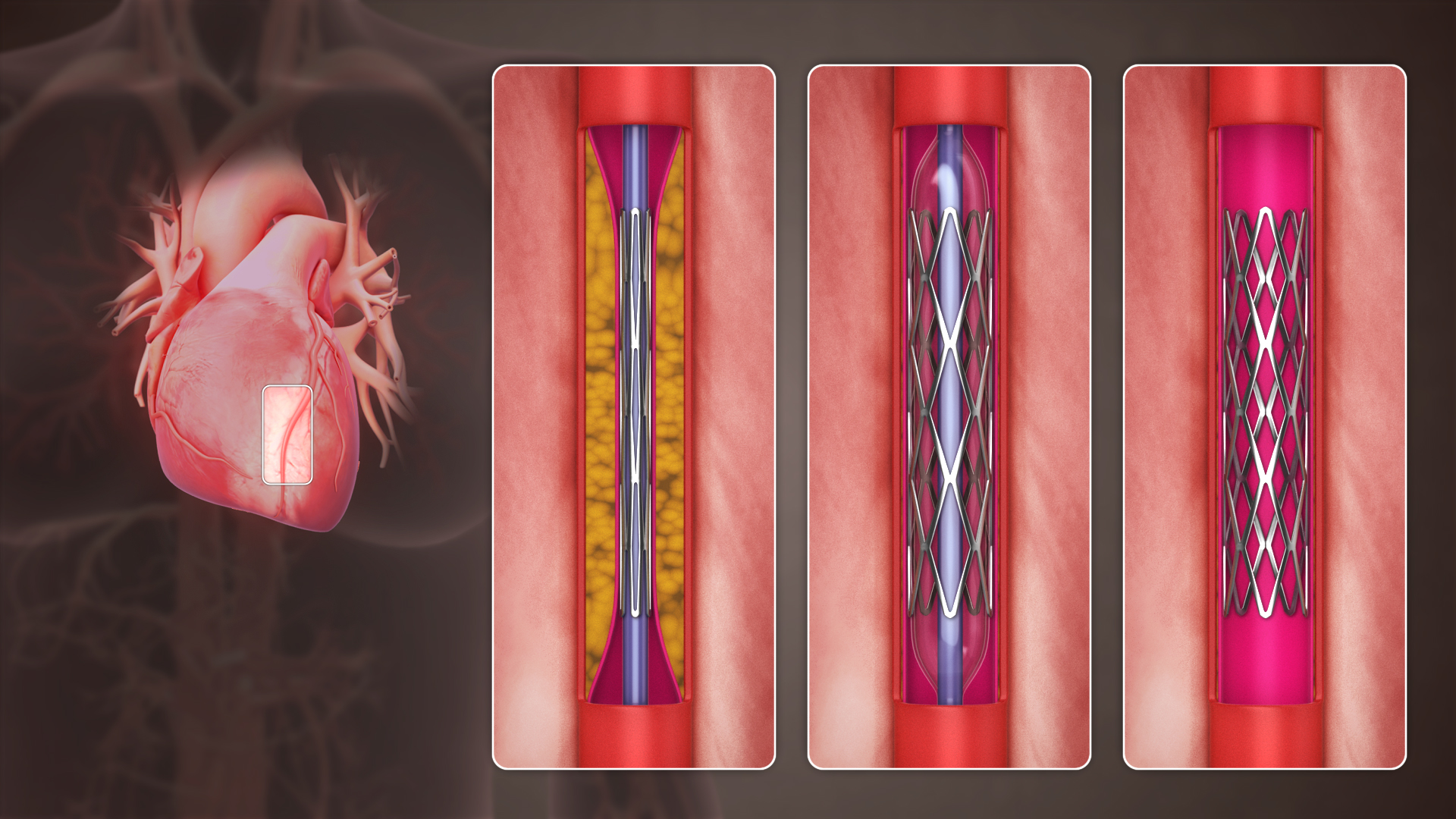
Intervence může být zakončena umístěním stentu
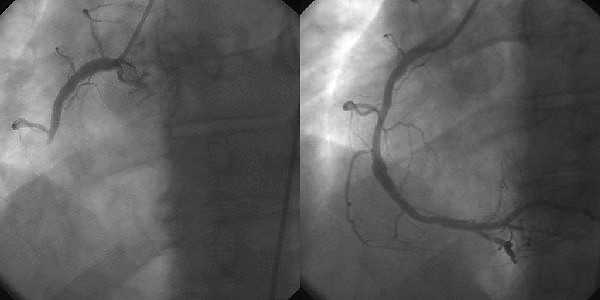
Infarkt zadní stěny (ucpaná RCA); vlevo PŘED: uzavřeno, vpravo PO: tepna úspěšně otevřena)

V případě rozsáhlého zúžení tepen (které se nedá ošetřit katetrem) je nutné pacienta přeložit na kardiochirurgický sál, kde se provede operativní přemostění neprůchodné věnčité (koronární) tepny cévou pacienta  - koronární bypass.

## Další typy angioplastik
Zúžení tepen je řešeno na končetinách, v ledvině, krčních tepnách při mrtvici. Je možné zprůchodňovat i velké žíly.